# Bernarda Fink
Bernarda Fink (* 29. August 1955 in Buenos Aires) ist eine argentinische klassische Sängerin (Mezzosopran) slowenischer Abstammung.

## Leben
Die Tochter eines slowenischen Juristen, der mit seiner Familie 1945 nach Argentinien emigrierte, studierte zunächst vier Jahre Erziehungswissenschaften an der Universidad de Buenos Aires, bevor sie einen Studienplatz am Instituto Superior de Arte del Teatro Colón bekam. 1985 gewann sie den ersten Preis beim Wettbewerb Nuevas Voces Líricas und übersiedelte nach Genf.
Dort lernte sie ihren späteren Ehemann, den österreichischen Diplomaten Valentin Inzko kennen, mit dem sie sechs Jahre in Prag lebte. Sie trat hier mit verschiedenen tschechischen Orchestern wie den Tschechischen und den Prager Sinfonikern und dem Suk-Kammerorchester unter Josef Suk auf. Über René Jacobs kam sie erstmals mit barocker Musik in Kontakt, die seither das Kernstück ihres Repertoires bildet.
Daneben hat sich Fink vor allem als Interpretin des begleiteten Liedes und des Orchesterliedes einen Namen gemacht. Mit dem Pianisten Roger Vignoles nahm sie Schumanns Zyklus Frauenliebe und -leben und seine Lenau-Lieder sowie die Lieder Antonín Dvořáks auf. Sie sang auch Wagners Wesendonck-Lieder, Mahlers Lied von der Erde, Strauss’ Vier letzte Lieder und Berlioz’ Les Nuits d’été.
Zu den Orchestern, mit denen Fink auftrat, zählen die Londoner und die Wiener Philharmoniker, das Leipziger Gewandhausorchester, das Orchestre Philharmonique de Radio France, das Rundfunk-Sinfonieorchester Berlin, das Orchestre de la Suisse Romande, die English Baroque Soloists, I Solisti Veneti, die Academy of St Martin in the Fields und die Musica Antiqua Köln. Sie arbeitete mit den Dirigenten René Jacobs, Philippe Herreweghe, John Eliot Gardiner, Nikolaus Harnoncourt, Trevor Pinnock, Sir Neville Marriner, Marc Minkowski, Sir Roger Norrington, Mariss Jansons, Riccardo Muti und anderen.
2005 trat sie bei den Wiener Festwochen im Theater an der Wien als Cecilio in Mozarts Lucio Silla unter Nikolaus Harnoncourt auf. Im gleichen Jahr fanden mehrere konzertante Aufführungen von Mozarts La clemenza di Tito unter René Jacobs statt. Die daraus entstandene CD-Aufnahme wurde für zwei Grammys nominiert. 2005 wurde Fink durch den österreichischen Bundeskanzler mit dem Österreichischen Ehrenkreuz für Wissenschaft und Kunst ausgezeichnet.
Die Diskographie Finks umfasst Werke von Claudio Monteverdi, Georg Friedrich Händel und Johann Sebastian Bach über Jean-Philippe Rameau, Johann Adolph Hasse und Joseph Haydn bis hin zu Franz Schubert, Gioachino Rossini, Anton Bruckner und Robert Schumann. Die Aufnahme des Giulio Cesare wurde mit einem Grammy ausgezeichnet, eine Aufnahme argentinischer Lieder wurde 2006 für den Grammy nominiert. Außerdem erhielt sie mehrfach den Diapason d’or und einmal den Gramophone Award.
2014 erhielt sie den österreichischen Berufstitel Kammersängerin. Bei der Gemeinderatswahl 2015 in Feistritz im Rosental engagierte sie sich als Kandidatin der slowenischen Volilna skupnost/Wahlgemeinschaft (VS/WG), die insgesamt 16 Kandidaten aufbot und zwei Mandate erhielt. Im Oktober 2022 beendete sie offiziell ihre Bühnenkarriere nach letzten Konzertauftritten in Tel Aviv.
Sie hat zwei Kinder. Sie ist argentinisch-slowenische Doppelstaatsbürgerin.